# Władimir Drużynin
Władimir Nikołajewicz Drużynin (ros. Владимир Николаевич Дружинин, ur. 12 grudnia?/25 grudnia 1907 w Moskwie, zm. 20 sierpnia 1976 w Kijowie) – radziecki polityk, partyzant, Bohater Związku Radzieckiego (1944).

## Życiorys
Działacz Komsomołu, pracował w kopalniach Donbasu, od 1926 w WKP(b), w latach 1926-1930 kierownik wydziału, sekretarz rejonowego i okręgowego komitetu Komsomołu Ukrainy w Głuchowie. W latach 1930–1931 słuchacz kursów marksizmu-leninizmu przy KC KP(b)U, w latach 1931-1936 zastępca sekretarza i II sekretarz, a przez dwa lata (1936-1938) I sekretarz rejonowego komitetu KP(b)U w obwodzie czernihowskim. Od 1938 do lutego 1940 kierownik wydziału organizacyjno-instruktorskiego Komitetu Obwodowego KP(b)U w Czernihowie, od lutego 1940 do lutego 1948 II sekretarz Komitetu Obwodowego KP(b)U w Tarnopolu, od lipca do września 1941 starszy instruktor Wydziału Politycznego Dywizji Strzeleckiej, od października 1941 komisarz grupy kawaleryjskiej oddziału partyzanckiego, uczestnik ciężkich walk z niemiecką ekspedycją w lasach od 27 lipca do 4 sierpnia 1942. Od 28 lipca 1942 do 5 marca 1943 komisarz Czernihowskiego Zgrupowania Partyzanckiego, członek podziemnego Komitetu Obwodowego KP(b)U w Czernihowie, od 5 marca 1943 do maja 1944 komisarz Czernihowsko-Wołyńskiego Zgrupowania Partyzanckiego w stopniu pułkownika, członek podziemnego Wołyńskiego Komitetu Obwodowego KP(b)U.
Uchwałą Prezydium Rady Najwyższej ZSRR z 4 stycznia 1944 „za organizację ruchu partyzanckiego na tyłach wroga i wypełnianie zadań KC KP(b)U i Ukraińskiego Sztabu Ruchu Partyzanckiego w walce przeciw faszystowskim najeźdźcom” otrzymał tytuł Bohatera ZSRR. Po wojnie ponownie został II sekretarzem, a od lutego 1948 do 1951 był I sekretarzem Komitetu Obwodowego KP(b)U w Tarnopolu, od 28 stycznia 1949 do 15 marca 1966 członek KC KP(b)U/KPU. W 1951 inspektor KC KP(b)U, od lutego 1954 do czerwca 1956 I sekretarz Komitetu Obwodowego KPU w Chersoniu, od 1956 do maja 1959 I sekretarz Komitetu Obwodowego KPU w Drohobyczu, od maja do października 1959 inspektor KC KPU. Od października 1959 do 7 grudnia 1965 przewodniczący Komitetu Wykonawczego Krymskiej Rady Obwodowej (od stycznia 1963 do grudnia 1964: Komitetu Wykonawczego Krymskiej Przemysłowej Rady Obwodowej), od grudnia 1965 do marca 1967 zastępca ministra, w latach 1967–1973 I zastępca ministra przemysłu spożywczego Ukraińskiej SRR, 1973–1976 dyrektor Instytutu Podwyższania Kwalifikacji Pracowników i Specjalistów Przemysłu Spożywczego Ukraińskiej SRR. Deputowany do Rady Najwyższej ZSRR od 3. do 6. kadencji.

## Odznaczenia
- Złota Gwiazda Bohatera ZSRR (4 stycznia 1944[1])
- Order Lenina (czterokrotnie)
- Order Rewolucji Październikowej
- Order Czerwonego Sztandaru
- Order Czerwonego Sztandaru Pracy (dwukrotnie)
- Order Wojny Ojczyźnianej I klasy
- Order Czerwonej Gwiazdy
- Medal Partyzantowi Wojny Ojczyźnianej I klasy

I wiele medali.